# LaTeX2HTML
LaTeX2HTML је конвертер писан у Perl који конвертује LaTeX документа HTML. На тај начин, на пример, научни радови-првенствено за штампање-се могу ставити на вебу за онлајн гледање. Лиценциран је под GNU GPL верзија 2.
CVS понуда за LaTeX2HTML са званичног сајта је обустављена. Међутим, CTAN и даље нуди свој најновији ажурирани софтвер.